# Audien
Nathaniel "Nate" Rathbun (sinh ngày 11 tháng 1 năm 1992), được biết đến với nghệ danh Audien, là một nhà sản xuất nhạc điện tử và DJ người Mỹ. Thể loại mà anh theo đuổi là progressive house, trance và electro house.

## Tiểu sử
Audien bắt đầu làm nhạc khi còn ở trong căn hộ ở Mystic, bang Connecticut năm 2008. Audien ký hợp đồng lần đầu với hãng thu âm Flashover Recording, sở hữu bởi DJ người Hà Lan Ferry Corsten. Hãng này phát hành đĩa đơn đầu tay của Audien, "Rise & Shine".

### Sự nghiệp âm nhạc
Audien đã phát hành nhiều đĩa đơn và bản remix cho các nhãn đĩa nhạc điện tử như Enhaced, Perceptive, Armada, Black Hole, và Nervous. Nhạc của anh đã xuất hiện ở các show diễn Corsten's Countdown, Tiësto's Club Life, Above & Beyond's Trance Around The World và tuyển tập A State of Trance của Armin Van Buuren. Năm 2012, Audien bắt đầu sản xuất nhạc progressive house với tác phẩm đầu tay "These Are The Days". Bản remix bài hát Pompeii của Bastille đã được đề cử 1 giải Grammy năm 2015.
Ngày 2 tháng 3 năm 2015, Audien tung ra đĩa đơn "Insomnia". "Insomnia" đạt hạng nhất BXH nhạc Dance của Mỹ

## Danh sách đĩa nhạc

### Xếp hạng
| Title     | Year | Charts    | Album |
| Title     | Year | BEL (Vl.) | Album |
| --------- | ---- | --------- | ----- |
| "Elysium" | 2014 | 65        |       |

### Đĩa đơn
| Năm  | Tên                                                | Album                                  | Label                |
| ---- | -------------------------------------------------- | -------------------------------------- | -------------------- |
| 2009 | "Rise & Shine"                                     | Flashover Recordings, Aleph Recordings |                      |
| 2010 | "Transition"                                       |                                        |                      |
| 2010 | "November"                                         |                                        |                      |
| 2010 | "Course of Action"                                 | Enhanced Progressive                   |                      |
| 2010 | "Eleven Eleven"                                    | Enhanced Progressive                   |                      |
| 2010 | "Mind Over Matter"                                 |                                        |                      |
| 2010 | "Palmetto"                                         |                                        |                      |
| 2010 | "What Dreams May Come"                             |                                        |                      |
| 2010 | "Fall into Place"                                  |                                        |                      |
| 2010 | "Behind Our Thoughts" featuring Decolita           |                                        |                      |
| 2011 | "Daybreak" featuring Griff O'Neill                 |                                        |                      |
| 2011 | "Nightfall" with Griff O'Neill                     | Nightfall / Daybreak                   | Enhanced Progressive |
| 2011 | "Daybreak" with Griff O'Neill                      | Nightfall / Daybreak                   | Enhanced Progressive |
| 2011 | "Someday" featuring Jason van Wyk                  |                                        |                      |
| 2011 | "People Do Not Change"                             | Enhanced Progressive                   |                      |
| 2011 | "Selective Hearing"                                |                                        |                      |
| 2011 | "Triumph" with Norin & Rad                         | Air Up There Recordings                |                      |
| 2011 | "Thrust" with Norin & Rad                          | Air Up There Recordings                |                      |
| 2012 | "Keep This Memory"                                 | Enhanced Progressive                   |                      |
| 2012 | "Play Our Lives" featuring Cerf, Mitiska and Jaren |                                        |                      |
| 2012 | "The Reach"                                        | Enhanced Progressive                   |                      |
| 2012 | "Eventide"                                         | Eventide / Unity                       | Anjunabeats          |
| 2012 | "Unity"                                            | Eventide / Unity                       | Anjunabeats          |
| 2012 | "Sup"                                              | Trice Recordings                       |                      |
| 2012 | "These Are The Days" featuring Ruby Prophet        | Zouk Recordings                        |                      |
| 2013 | "Wayfarer"                                         | Anjunabeats                            |                      |
| 2013 | "Leaving You" featuring Michael S                  | Zouk Recordings                        |                      |
| 2013 | "Ciao"                                             | Trice Recordings                       |                      |
| 2013 | "Iris"                                             | Anjunabeats                            |                      |
| 2013 | "Circles" featuring Ruby Prophet                   | Zouk Recordings                        |                      |
| 2014 | "Elysium"                                          | Spinnin' Records                       |                      |
| 2014 | "Hindsight"                                        | Anjunabeats                            |                      |
| 2014 | "Serotonin" featuring Matthew Koma                 | Spinnin' Records                       |                      |
| 2015 | "Insomnia" featuring Parson James                  | Astralwerks                            |                      |
| 2015 | "Something Better" featuring Lady Antebellum       | Astralwerks                            | Daydreams            |
| 2015 | "Rooms"                                            | Astralwerks                            | Daydreams            |
| 2015 | "Monaco"                                           | Astralwerks                            | Daydreams            |
| 2015 | "Pharaohs"                                         | Astralwerks                            | Daydreams            |

### Remixes
| Song                         | Năm  | Artist                                                   | Label                        | Album                                       |
| ---------------------------- | ---- | -------------------------------------------------------- | ---------------------------- | ------------------------------------------- |
| "Reaction"                   | 2010 | Lewis Dodkins                                            |                              |                                             |
| "Sunset Serenade"            | 2010 | Paul Tarrant                                             |                              |                                             |
| "Your Touch"                 | 2010 | Matt Holliday featuring Mque                             |                              |                                             |
| "Liquid Sky"                 | 2010 | Pamuya                                                   |                              |                                             |
| "First Taste"                | 2010 | BRM                                                      |                              |                                             |
| "Come Home"                  | 2010 | Alpha 9                                                  |                              |                                             |
| "My Everything"              | 2010 | Peter Lesko featuring Essence                            |                              |                                             |
| "Fallen Angels"              | 2010 | Dave Horne and Danny Powers                              |                              |                                             |
| "Sticks & Stones"            | 2010 | Phillip Alpha and Daniel Kandi                           |                              |                                             |
| "End of Time"                | 2010 | Perpetual featuring Sandra Passero                       |                              |                                             |
| "Rattle"                     | 2010 | Ben Nicky                                                |                              |                                             |
| "Naiad"                      | 2010 | Den Rize and Mark Andrez                                 |                              |                                             |
| "Punk"                       | 2011 | Ferry Corsten                                            |                              |                                             |
| "A Better Daze"              | 2011 | JPL                                                      |                              |                                             |
| "Who You Are"                | 2011 | Natalie Peris                                            |                              |                                             |
| "Motion"                     | 2011 | Ad Brown                                                 |                              |                                             |
| "Medellin"                   | 2011 | Aly & Fila vs. Activa                                    |                              |                                             |
| "If I Could"                 | 2011 | Nickey                                                   |                              |                                             |
| "Afro Ghost"                 | 2011 | Life+ featuring Alma Carlson                             |                              |                                             |
| "Memorize Me"                | 2012 | Rune RK and Databoy                                      |                              |                                             |
| "Multiverse"                 | 2012 | Jaytech                                                  | Anjunabeats                  | Multiverse                                  |
| "Treasure"                   | 2013 | Bruno Mars                                               |                              |                                             |
| "Cool Without You"           | 2013 | Tommie Sunshine and The Disco Fries featuring Kid Sister | Vicious                      | Cool Without You Remixes                    |
| "Timebomb"                   | 2013 | Zaa featuring Molly Bancroft                             | Pilot 6 Recordings           | Timebomb                                    |
| "Together We Are"            | 2013 | Arty featuring Chris James                               | Big Beat                     | Together We Are                             |
| "This Is What It Feels Like" | 2013 | Armin van Buuren featuring Trevor Guthrie                | Armada Music                 | Intense (The More Intense Extended Edition) |
| "Pompeii"                    | 2014 | Bastille                                                 | Virgin Records               | Bad Blood                                   |
| "Revolution"                 | 2014 | R3hab, NERVO and Ummet Ozcan                             | Spinnin' Records             | Revolution (The Remixes)                    |
| "Slave to the Rhythm"        | 2014 | Michael Jackson                                          | Sony Music                   | Xscape                                      |
| "Jump"                       | 2014 | Van Halen                                                |                              |                                             |
| "Chains"                     | 2015 | Nick Jonas                                               |                              |                                             |
| "Adventure of a Lifetime"    | 2016 | Coldplay                                                 | Parlophone, Atlantic Records | A Head Full of Dreams                       |